# Vytautas Kairiūkštis
Vytautas Kairiūkštis (en polonais Witold Kajruksztis) est un peintre lituanien né en 1890 à Sejny en Pologne, mort en 1961 à Vilnius en Lituanie. Il a fait partie de l'avant-garde artistique dans les années 1920.

## Biographie
Vytautas Kairiūkštis est en 1923 le principal organisateur de l'exposition consacrée à l'« art nouveau » (intitulée en polonais Wystawa Nowej Sztuki) qui se tient à Vilnius du 20 mai au 20 juin. Y participent les artistes Władysław Strzemiński, Mieczysław Szczuka, Teresa Żarnowerówna (pl), Henryk Stazewski. C'est avec cette exposition que sont introduits en Lituanie les mouvements cubiste, constructiviste, suprématiste et futuriste.
En 1924, Vytautas Kairiūkštis est l'un des membres fondateurs du groupe d'avant-garde polonais Blok (pl) (dont le nom complet est en polonais Blok Kubistów, Suprematystów i Konstruktywistów), aux expositions duquel il participe, ainsi qu'à celles du groupe Praesens.

## Liste des œuvres
- Autoportret, 1923
- Myjąca sie kobieta[3], 1923
- Kompozykja, 1926